# Uzelle
Uzelle ist eine französische Gemeinde mit 187 Einwohnern (Stand: 1. Januar 2022) im Département Doubs in der Region Bourgogne-Franche-Comté.

## Geographie
Uzelle liegt auf 399 m über dem Meeresspiegel, 14 km nordnordöstlich von Baume-les-Dames und etwa 28 Kilometer westlich der Stadt Montbéliard (Luftlinie). Das Dorf erstreckt sich in Muldenlage auf der leicht gewellten Hochfläche zwischen den Flusstälern von Doubs und Ognon, am Südwestrand der Höhen der Grands Bois.
Die Fläche des 11,75 km² großen Gemeindegebiets umfasst einen Abschnitt der gewellten Landschaft zwischen Doubs und Ognon. Der zentrale Teil des Gebietes wird von der weiten Mulde von Uzelle eingenommen, die durchschnittlich auf 380 m liegt. Sie ist überwiegend von Acker- und Wiesland bestanden. Uzelle wird von einem von Nord nach Süd fließenden Bach durchquert. Die Quelle im Dorfmittelpunkt erhält ihr Wasser aus den fernen Vogesen und diente als Grundlage für die erste Ansiedlung. Als Karstquelle tritt das Wasser in der Talmulde südöstlich von Uzelle in einem trichterförmigen Quelltopf zutage, versickert jedoch nach wenigen Laufkilometern erneut im Untergrund. Flankiert wird die Mulde von Uzelle im Süden von den Höhen des Bois du Chardenoi (bis 440 m), im Norden von denjenigen der Grands Bois, der ein ausgedehntes Waldgebiet darstellt. Hier wird mit 467 m die höchste Erhebung von Uzelle erreicht. Nach Westen erstreckt sich das Gemeindeareal bis auf die Krete von Nans (440 m), von der sich eine schöne Aussicht auf die Talniederung des Ognon bietet.
Nachbargemeinden von Uzelle sind Cubry und Abbenans im Norden, Bournois im Osten, Gondenans-Montby und Fontenelle-Montby im Süden sowie Nans im Westen.

## Geschichte
Auf dem Hügel Chouard über dem Dorf finden sich die Reste einer keltischen Wehranlage der Sequaner, die schon weit vor der Zeit Cäsars in der Franche-Comté siedelten. Auch keltische Hügelgräber, die folglich älter als die La-Tène-Zeit sind, lassen sich vereinzelt um Uzelle entdecken. Im Dorf soll es ein keltisches Quellheiligtum gegeben haben, dessen Reste vermutlich unter den Mauern des kleinen Herrenhauses verborgen liegen.
Uzelle erhielt seinen Namen vermutlich im 7. Jahrhundert von durchziehenden Thüringern, die hier siedelten. Sie waren auf dem Rückweg in ihr altes thüringisches Siedlungsgebiet von Norditalien aufgebrochen, wo sie – gemeinsam mit den Langobarden – ein eigenes Königreich zu erobern suchten, was ihnen aber von den siegreichen und überlegenen Langobarden verweigert worden war. Der Name Uzelle stammt nicht vom keltischen Uchs, was "hoch gelegen" bedeutet, sondern vom niederdeutschen Hus (Haus), Verkleinerungsform "Hüsel". Auf dem sogenannten Burgunder-Friedhof im Ort fand man 1856 Sarkophage mit sehr großen Skeletten (mehr als 1,80 Meter), denen man germanische Grabbeigaben beigelegt hatte: Bernsteinschmuck oder Scramasax, wodurch diese Gräber eindeutig nicht dem fränkischen, burgundischen oder gar keltischen Kulturkreis zuzurechnen sind. Im archäologischen Museum von Besançon findet der Besucher noch heute eine Bronzebüste der "Dame d’Uzelle".
Im Mittelalter gehörte Uzelle nacheinander zu den Herrschaften Montby, Granges und Villersexel. Zusammen mit der Franche-Comté gelangte das Dorf mit dem Frieden von Nimwegen 1678 definitiv an Frankreich. Während der Französischen Revolution verließ der letzte Adlige, Dunod de Charnage, mitsamt seiner Habe und Mätresse Uzelle und flüchtete in die nahe gelegene Schweiz. Das Herrenhaus wurde später einem Offizier der napoleonischen Russland-Armee vermacht, danach kam es in den Besitz des obersten Richters von Baume-les-Dames. 1906 kaufte ein Landwirt namens Prédine das Anwesen samt 70 ha Land, dessen Urenkel noch heute auf demselben Grundstück im ehemaligen Gärtnerhäuschen wohnt.
Heute ist Uzelle Mitglied des Gemeindeverbandes Deux Vallées Vertes.

## Bevölkerung
| Jahr                       | 1962 | 1968 | 1975 | 1982 | 1990 | 1999 | 2006 | 2018 |
| Einwohner                  | 141  | 172  | 166  | 180  | 182  | 156  | 154  | 172  |
| Quellen: Cassini und INSEE |      |      |      |      |      |      |      |      |

|Mit 187 Einwohnern (1. Januar 2022) gehört Uzelle zu den kleinen Gemeinden des Départements Doubs. Nachdem die Einwohnerzahl in der ersten Hälfte des 20. Jahrhunderts deutlich abgenommen hatte (1881 wurden noch 526 Personen gezählt), wurden seither nur noch relativ geringe Schwankungen verzeichnet. Die Zahlen basieren auf den Daten von Cassini und INSEE.

## Sehenswürdigkeiten
Die Kirche Saint-Bénigne wurde von 1831 bis 1832 an der Stelle eines früheren Gotteshauses neu erbaut. Die Landkapelle auf der Höhe westlich des Dorfes wurde 1855 zu Ehren der Jungfrau Maria errichtet, nachdem Uzelle von der in den Nachbargemeinden wütenden Cholera verschont geblieben war. Die Grange de Vaureuge war früher ein Priorat, das vom Kloster Lieucroissant abhängig war.
|  |  |

## Wirtschaft und Infrastruktur
Uzelle war bis weit ins 20. Jahrhundert hinein ein vorwiegend durch die Landwirtschaft (Ackerbau, Obstbau und Viehzucht) und die Forstwirtschaft geprägtes Dorf. Daneben gibt es heute einige Betriebe des lokalen Kleingewerbes. Mittlerweile hat sich das Dorf auch zu einer Wohngemeinde gewandelt. Viele Erwerbstätige sind deshalb Wegpendler, die in den größeren Ortschaften der Umgebung ihrer Arbeit nachgehen.
Die Ortschaft liegt abseits der größeren Durchgangsstraßen an einer Departementsstraße, die von Rougemont nach L’Isle-sur-le-Doubs führt. Der nächste Anschluss an die Autobahn A36 befindet sich in einer Entfernung von ungefähr 13 Kilometern. Weitere Straßenverbindungen bestehen mit Cubry, Fontenelle-Montby und Montby.